# からと (掃海艇)
からと（ローマ字：JDS Karato, MSC-617、YAS-71）は、海上自衛隊の掃海艇。かさど型掃海艇の14番艇。艇名は唐戸島に由来する。

## 艦歴
「からと」は、昭和36年度計画掃海艇317号艇として、日本鋼管鶴見造船所で1962年3月15日に起工され、1962年12月11日に進水、1963年3月27日に就役し、同日付で第1掃海隊群隷下に新編された第37掃海隊に編入された。
1978年3月1日、特務船に種別変更され、船籍番号がYAS-71に変更。横須賀地方隊に編入され、横須賀警備隊所属の水中処分隊母艇となる。
1987年9月7日、除籍。